# Cyneucharis gladiator
Cyneucharis gladiator är en stekelart som beskrevs av John M. Heraty 2002. Cyneucharis gladiator ingår i släktet Cyneucharis och familjen Eucharitidae.
Artens utbredningsområde är:
- Tanzania.
- Uganda.

Inga underarter finns listade i Catalogue of Life.